# クレー・アリソン

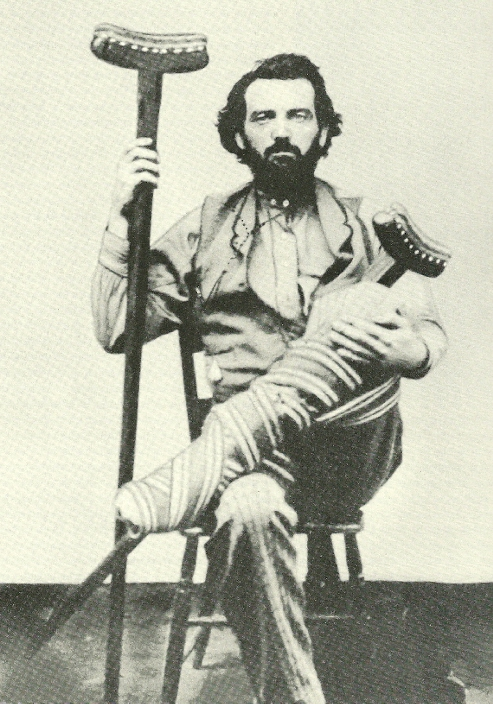
クレー・アリソン

クレー・アリソン（Robert Andrew "Clay" Allison, 1840年9月2日 - 1887年7月3日）は、アメリカ西部開拓時代の牧場主。
テネシー州生まれ。幼いころ父を失い21歳で南軍に参加した。1865年5月4日アリゾナ州で北軍に降伏して捕虜になった。同年10月に脱走してクー・クラックス・クランに加入しテキサス州を経て1870年ニューメキシコ州Colfax郡に牧場を持ったと伝えられる。
酒癖が悪く拳銃を発砲しながら馬で町中を駆け巡り些細なことで殺人を犯し、西部劇に描かれるような決闘をくり返ししたという。ドッジシティの保安官をしていたワイアット・アープとも対峙したことがあり、このときにはアープの迫力に押されたアリソンが自ら引き下がったという。
このように悪名高い人物として伝えられているが、アリソンには全く逮捕歴がない。アープはOK牧場の決闘の後、指名手配され逃亡生活を強いられた事実があるものの、後世の小説や映画の中では常に西部のヒーローとして描かれ、善玉のイメージが定着している。何事も大袈裟に伝えられた時代、アリソンは、オールド・マン・クラントンなどと同じように、アープなど善玉の引き立て役の一人として必要以上に悪玉にされてきたようだ。混沌とした西部開拓時代に生きた者は、多かれ少なかれみんな荒くれ者で個性豊かな人々であった。アリソンもそうした時代を生きたヒーローの一人である。
アリソンは47歳のとき引越し最中に荷物を満載した馬車から転落して死亡した。ドラという妻と娘のほか、アリソンの死後7ヵ月後二人目の娘が生まれた。